# گئورگه میهوک
گئورگه میهوک (به رومانیایی: Gheorghe Mihoc) (زاده ۷ ژوئیه ۱۹۰۶- درگذشته ۲۵ دسامبر ۱۹۸۱) آماردان اهل رومانی بود. او درجه دکتری ریاضیات را تحت سرپرستی گوییدو کاستلنوو در سال ۱۹۳۰ از دانشگاه رم دریافت کرد. میهوک به همراه اکتاو اونیچسکو بنیانگذار مکتب احتمالات رومانی است.